# Heterocentron glandulosum
Heterocentron glandulosum är en tvåhjärtbladig växtart som beskrevs av Joseph August Schenk. Heterocentron glandulosum ingår i släktet Heterocentron och familjen Melastomataceae. Inga underarter finns listade i Catalogue of Life.